# Muerte en el Leviatán
Muerte en el Leviatán (Левиафан-Leviafán) es una novela de intriga y policíaca del escritor ruso Borís Akunin, publicada originariamente en 1998. Ambientada en París y durante una travesía entre Londres y Calcuta, India en 1878 a bordo del lujoso barco Leviatán.

## Trama
En marzo de 1878, en la residencia parisina de Lord Littleby, 10 personas son asesinadas por el robo de una figura de oro india y un pañuelo que lo cubriría. La pieza de arte aparece en el Sena días más tarde, lo cual contribuye a dar un aspecto más enrevesado a la intriga.
El comisario Gauche, próximo a su jubilación, mediante una serie de pistas, se embarca a bordo del Leviatán con el objetivo de descubrir al culpable de los asesinatos y el robo.
Erast Fandorin embarca en Port Said, donde llega desde Constantinopla procedente de su anterior aventura en Gambito turco, y marcha con destino a Japón. Gracias a su ayuda la compleja trama se va desarrollando, junto con variopintos personajes.
Akunin presenta el libro como una sucesión de las impresiones de varios de sus protagonistas en primera persona, lo cual hace muy interesante el desarrollo de la acción y la intrahistoria personal de cada uno de los personajes.  
- Datos: Q2631363